# Karl Clausen (Admiral)
Karl Clausen (* 9. November 1916 in Hadersleben; † 2013 in Wilhelmshaven) war ein deutscher Flottillenadmiral der Bundesmarine.

## Leben
Karl Clausen trat 1936 in die Kriegsmarine ein und wurde am 10. September 1936 Seekadett. Am 14. August 1943 erhielt er als Kapitänleutnant und Kommandant eines Minensuchbootes das Deutsche Kreuz in Gold verliehen.
Von November 1956 bis April 1959 war er dann in der Bundesmarine als Korvettenkapitän Marineattaché für Benelux in Den Haag. Anschließend stellte er das 8. Minensuchgeschwader auf, übergab das Geschwader, um dann von August 1959 bis Januar 1962 als Fregattenkapitän Kommandeur des 6. Minensuchgeschwaders zu sein.
Im Mai 1965 wurde er als Nachfolger von Otto Kretschmer und als Kapitän zur See Chef des Stabes beim Befehlshaber der Seestreitkräfte der Nordsee. Ende März 1967 gab er das Kommando ab und war vom 1. April 1967 bis Ende September 1969 Kommandeur der Flottille der Minenstreitkräfte in Cuxhaven. Anschließend war er bis März 1971 Unterabteilungsleiter im Führungsstab der Marine (Fü M) III im Bundesministerium der Verteidigung (BMVg) in Bonn. Als Flottillenadmiral war er anschließend bis Ende September 1972 Leiter der Stabsabteilung IV (Organisation und Haushalt) im Führungsstab der Marine im BMVg. Von Oktober 1972 bis September 1976 war er Befehlshaber der Seestreitkräfte der Nordsee.